# Kitija Auziņa
Kitija Auziņa (* 23. September 1996 in Madona) ist eine lettische Skilangläuferin.

## Werdegang
Auziņa startete im Februar 2013 in Madona erstmals im Scandinavian-Cup und errang dabei den 32. Platz über 5 km klassisch. Beim Europäischen Olympischen Winter-Jugendfestival 2013 in Predeal kam sie auf den 52. Platz im Sprint, auf den 41. Rang über 7,5 km Freistil sowie auf den 39. Platz über 5 km klassisch und bei den Nordischen Skiweltmeisterschaften 2013 im Val di Fiemme zusammen mit Inga Dauškāne auf den 25. Platz im Teamsprint. Bei den Nordischen Junioren-Skiweltmeisterschaften 2015 in Almaty errang sie den 67. Platz im Sprint und den 62. Platz über 5 km Freistil. Ihr Debüt im Rollerski-Weltcup gab sie im August 2017 in Madona und errang dabei den neunten Platz im Sprint und den sechsten Platz über 5 km klassisch. Bei den U23-Weltmeisterschaften 2018 in Goms lief sie auf den 49. Platz im Sprint. In der Saison 2018/19 wurde sie lettische Meisterin über 5 km klassisch und im Sprint und belegte bei den Nordischen Skiweltmeisterschaften 2019 in Seefeld in Tirol den 77. Platz im Sprint. Im Sommer 2019 kam sie bei den Rollerski-Weltmeisterschaften 2019 in Madona auf den 18. Platz im 15-km-Massenstartrennen, auf den 16. Rang über 10 km klassisch sowie auf den 15. Platz im Sprint. Im folgenden Jahr holte sie in Madona im Sprint ihren ersten Sieg im Rollerski-Weltcup und erreichte damit den zweiten Gesamtrang. Bei den Nordischen Skiweltmeisterschaften 2021 in Oberstdorf belegte sie den 77. Platz über 10 km Freistil, den 73. Rang im Sprint sowie zusammen mit Samanta Krampe den 23. Platz im Teamsprint. Im Sommer 2021 lief sie bei den Rollerski-Weltmeisterschaften 2021 im Fleimstal auf den 15. Platz über 10 km Freistil und jeweils auf den zehnten Rang im 13-km-Massenstartrennen und im Sprint. Bei ihrer ersten Olympiateilnahme bei den Olympischen Winterspielen 2022 in Peking kam sie auf den 76. Platz im Sprint, auf den 68. Rang über 10 km klassisch und zusammen mit Estere Volfa auf den 21. Platz im Teamsprint. Zudem errang sie dort zusammen mit Patrīcija Eiduka, Baiba Bendika und Samanta Krampe den 17. Platz in der Staffel.

## Siege bei Rollerski-Weltcuprennen
| Nr. | Datum           | Ort    | Disziplin       |
| --- | --------------- | ------ | --------------- |
| 1.  | 28. August 2020 | Madona | Sprint Freistil |

## Teilnahmen an Weltmeisterschaften und Olympischen Winterspielen

### Olympische Spiele
- 2022 Peking: 17. Platz Staffel, 21. Platz Teamsprint klassisch, 68. Platz 10 km klassisch, 76. Platz Sprint Freistil

### Nordische Skiweltmeisterschaften
- 2013 Val di Fiemme: 25. Platz Teamsprint Freistil
- 2019 Seefeld in Tirol: 77. Platz Sprint Freistil
- 2021 Oberstdorf: 23. Platz Teamsprint Freistil, 73. Platz Sprint klassisch, 77. Platz 10 km Freistil
- 2023 Planica: 13. Platz Staffel, 19. Platz Teamsprint Freistil, 59. Platz 10 km Freistil, 62. Platz Sprint klassisch
- 2025 Trondheim: 16. Platz Staffel, 19. Platz Teamsprint klassisch, 59. Platz Sprint Freistil, 60. Platz 10 km klassisch

### Rollerski-Weltmeisterschaften
- 2019 Madona: 15. Platz Sprint Freistil, 16. Platz 10 km klassisch, 18. Platz 15 km Freistil Massenstart
- 2021 Val di Fiemme: 10. Platz 13 km klassisch Massenstart, 10. Platz Sprint Freistil, 15. Platz 10 km Freistil
- 2024 Ziano di Fiemme: 9. Platz Sprint Freistil, 10. Platz 15 km Freistil Massenstart, 11. Platz 13 km klassisch Massenstart